# Gbaka

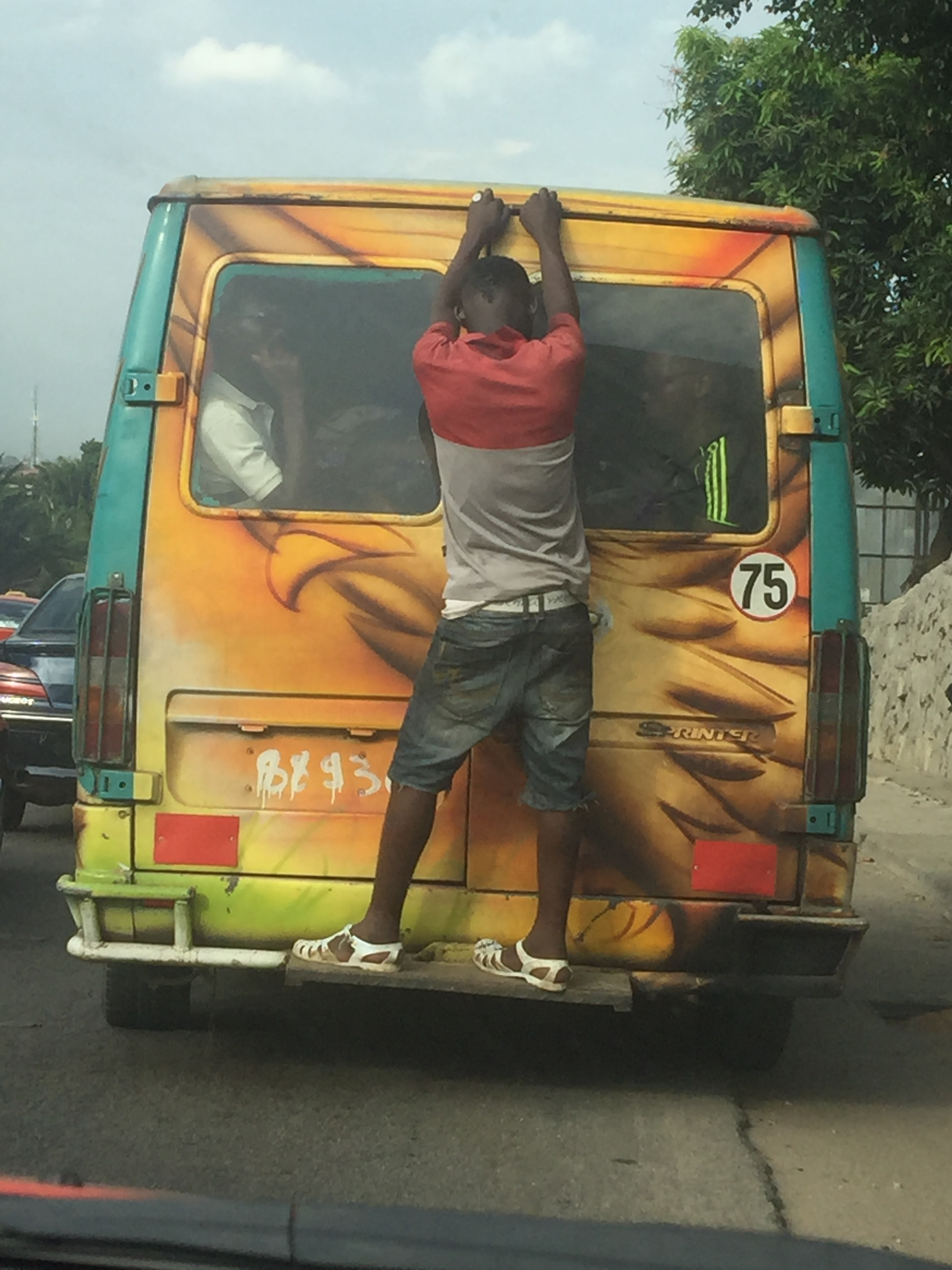
Ein Gbaka-Lehrling in Abidjan

Der Gbaka ist ein bis zu 18-sitziger Kleinbus für den öffentlichen Nahverkehr (Toyota, Isuzu oder Mazda...), das in Abidjan, der Wirtschaftshauptstadt der Elfenbeinküste, im Einsatz ist. Etymologisch gesehen kommt der Name „Gbaka“ für diesen Fahrzeugtyp aufgrund seiner Überalterung und seiner heterogenen Beladungsart.

## Betrieb
Diese Minibusse haben die Besonderheit, dass sie eine junge Person beschäftigen, die die doppelte Aufgabe hat, Kunden anzulocken und die Fahrscheine der Fahrgäste, bzw. den Betrag für die Fahrt entgegenzunehmen. Dieser „Lehrling“, der an der Tür des Fahrzeugs hängt, macht durch Gestik und Akrobatik auf sich, den Minibus und das Fahrziel aufmerksam, was ihm den Namen Balanceur einbringt.
Der Gbaka wird auch für Fahrten in einige Randgebiete Abidjans benutzt, vor allem nach Bingerville und Dabou. Dieses Verkehrsmittel wird aufgrund seiner Verfügbarkeit und mangelnder finanzieller Mittel von vielen Menschen genutzt, die es jedoch gleichzeitig fürchten.
Die Gemeinden im Distrikt Abidjan, in denen Gbaka-Linien zu finden sind, sind: Abobo, Adjamé, Attécoubé, Bingerville und Yopougon. Ihre Besonderheit ist das nachweisliche Nichtbeachten der Straßenverkehrsordnung von Gbaka-Fahrern, die daher auch als Frappeur (Schläger) bezeichnet werden.

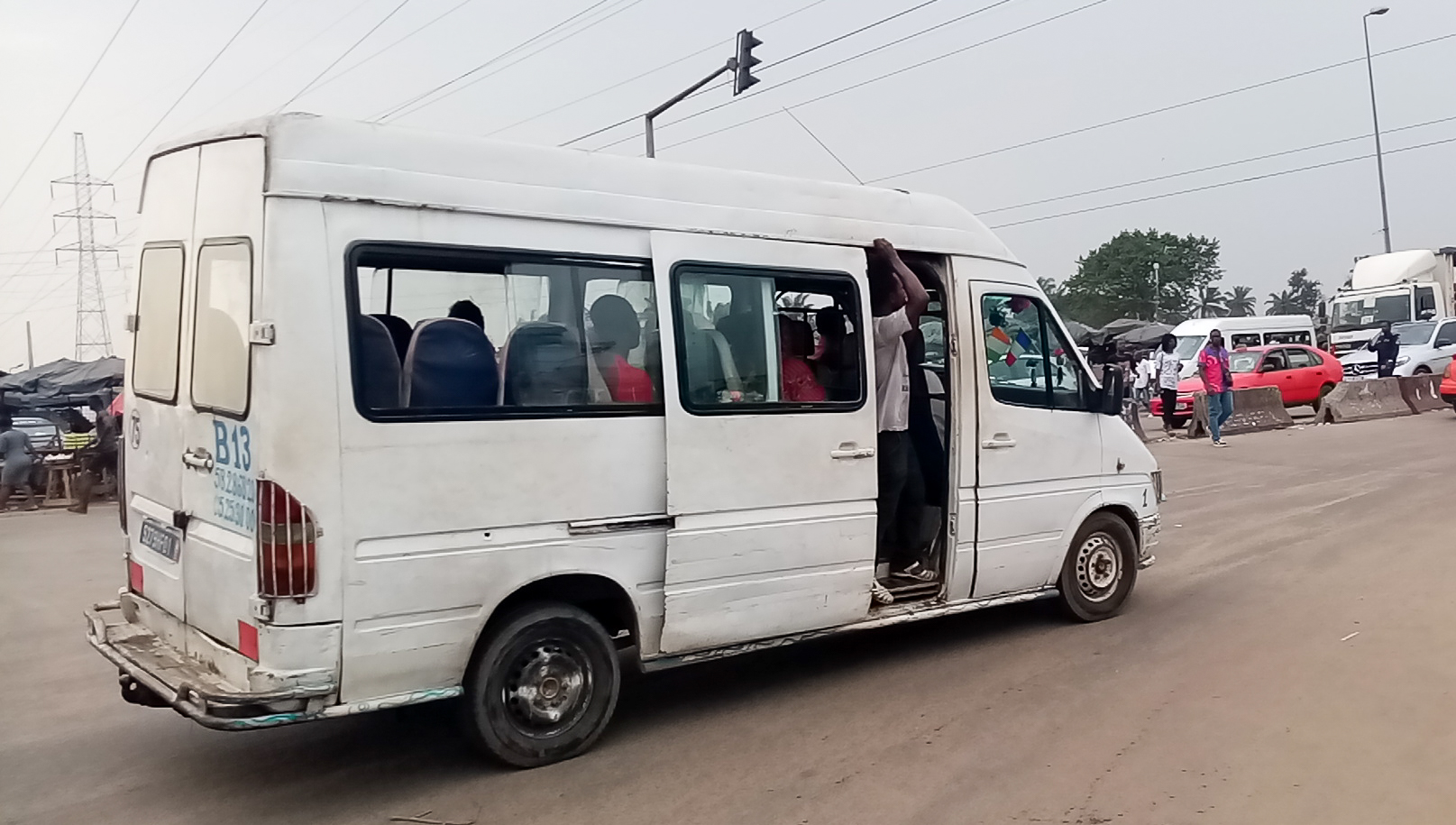
Gbaka in Abidjan